# ناصریه (مذهب)
ناصریه مکتب فقهی پایه‌گذاری شده توسط ناصر کبیر، امام زیدیه در طبرستان و گیلان، بوده‌است.

## تاریخچه
پس از آن که داعی کبیر و برادرش محمد بن زید در طبرستان حکومت علویان را تأسیس کردند، برخی پیروان زیدیه گرچه از این جنبش حمایت می‌کردند ولی خود را پیرو نواده‌ی قاسم رسی، فقیه بزرگ زیدی، می‌دانستند. این گروه پس از مدتی الهادی الی الحق را به امامت شناختند و از ترس محمد بن زید به یمن رفتند و در آنجا به قیام و تشکیل حکومتی جدید پرداختند.
پس از نابودی نخستین دوره حکومت علویان طبرستان توسط سامانیان، ناصرالحق اطروش سعی کرد با کمک حاکم جستانیان در گیلان مجدداً این حکومت را احیا کند. او در دو تلاش ابتدایی خود شکست خورد و هر بار به دیلمستان گریخت. او سپس به ترویج مذهب خود در میان زرتشتیان دیلم و شرق گیلان پرداخت و توانست با مسلمان کردن بسیاری، ارتش خود را تشکیل داده و دوره‌ای جدید از حکومت علویان طبرستان را برپا کند. کسانی که توسط او به زیدیه پیوستند، بنا بر اختلافات فقهی در آموزه‌های او با آنچه قاسم رسی گفته بود، خود را متعلق به فقه «ناصریه» دانستند.

## قوانین فقهی
وی در کتاب الاحتساب خود دستورهای فقهی این مکتب را مشخص و معین کرده‌است که شامل نظراتش دربارهٔ شیوهٔ صحیح خواندن نماز، زیارت و وظایف حاکم اسلامی می‌باشد. در فقه ناصریه حضور دو امام در یک زمان پذیرفته شده و زیارت مانعی ندارد. همچنین قوانینی همچون مکروه بودن نقاشی بر مسجد، منع قصه‌گویی به جز فقها و… نیز توسط او معین شده.